# Escala tritónica

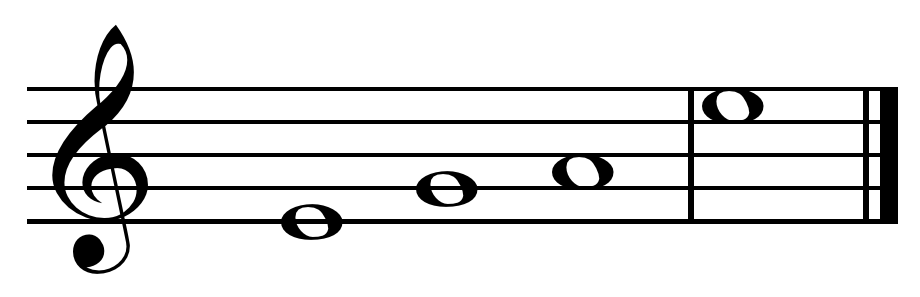
Escala tritónica.

Una escala tritónica en música es una escala o modo musical constituido por una sucesión de tres sonidos, alturas o notas diferentes dentro de una octava. 

## Descripción
Se trata de una escala musical formada por tres sonidos sucesivos diferentes dentro de una octava. Contrasta con dos tipos de escala muy comunes en la música occidental que son la escala heptatónica formada por siete sonidos, como por ejemplo la escala mayor y la menor; o bien la escala cromática compuesta por doce notas. Las escalas tritónicas no son habituales en la música académica contemporánea y se suelen relacionar con la música prehistórica.

## Distribución

### América

#### Sudamérica
La herranza, que es una música ritual prehispánica de los Andes, generalmente es tritónica. Está basada en una tríada mayor y se interpreta con los siguientes instrumentos musicales: trompeta wakrapuku, violín y cantante con un tambor tinya. La escala tritónica se limita principalmente a este ritual y aparece también en algunas músicas de Carnaval del sur del Perú.

### Asia

#### India
Los primeros himnos hindúes Rigveda eran tritónicos, ya que eran cantados en tres tonos sin octava: Udatta, Anudatta y Swarita. Se ha observado que las «tribus primitivas» tocan música ditónica, tritónica y tetratónica caracterizada por no tener un ritmo regular.

### Oceanía

#### Maorí
En un estudio llevado a cabo en 1969 por el etnomusicólogo Mervyn McLean, éste observó que las escalas tritónicas eran las más frecuentes entre las tribus maorís que había encuestado, constituyendo el 47% de las escalas empleadas por estos pueblos. Las segundas más comunes eran las escalas tetratónicas (de cuatro notas) con un 31% y en tercer lugar se situaban las escalas ditónicas (de dos notas) con un porcentaje del 17%.